# Marc Gicquel

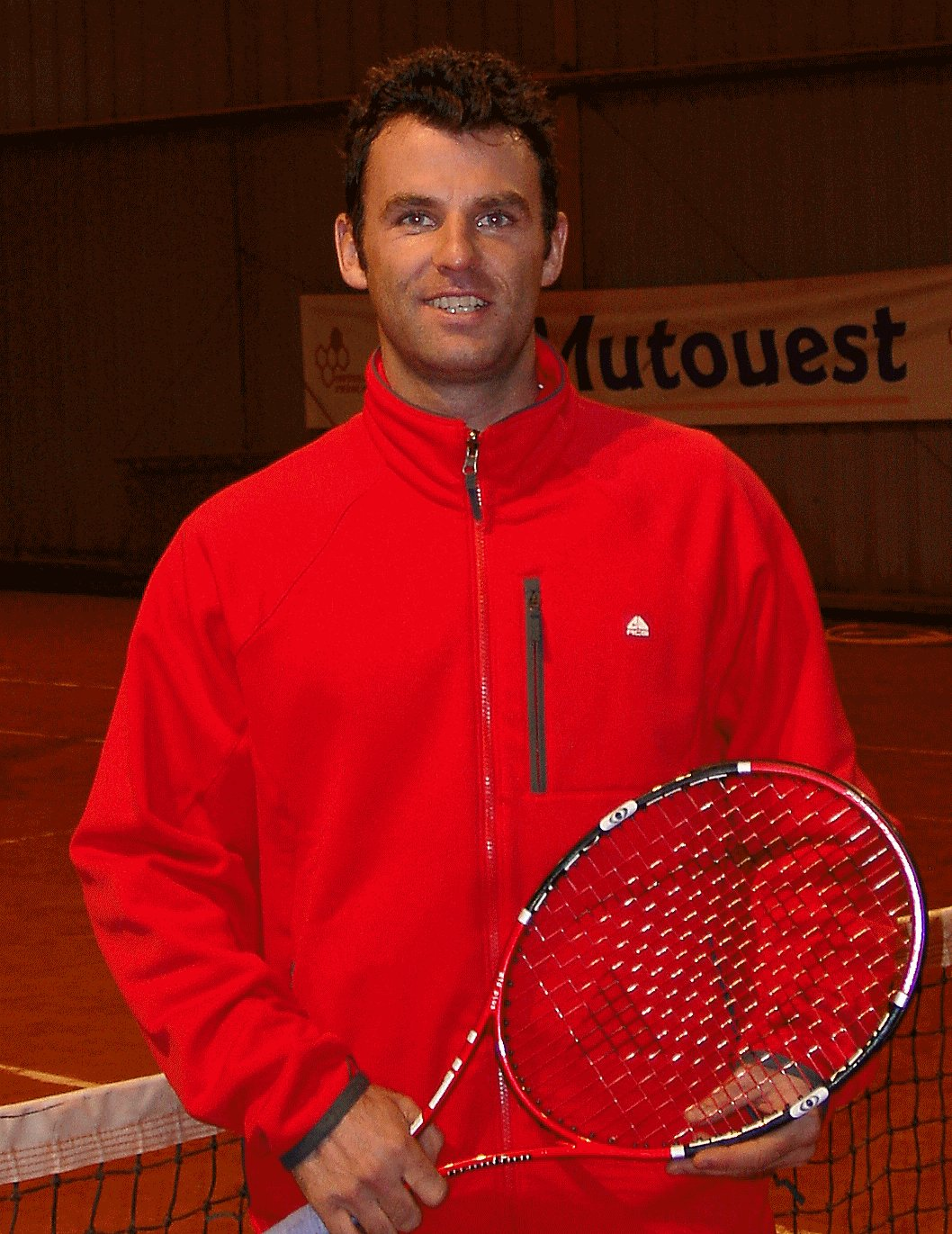
Marc Gicquel.

Marc Gicquel (Tunis, 30 de març de 1977) és un tennista professional francès. Es va unir al circuit professional el 1999.
En el seu palmarès hi ha quatre títols de dobles masculins sense cap títol individual malgrat haver disputat tres finals.
El 2007 patí una curiosa lesió als genitals, a causa d'un potent servei de 208 km/h provocat pel tennista Benjamin Becker en els vuitens de final del Torneig de Trobe; la bola li arribà directament als genitals, i tot i que assolí guanyar aqueixa trobada, no pogué però jugar el seu següent partit, ja que les molèsties no marxaven, i hagué d'abandonar contra Jarkko Nieminen als quarts de final.
L'agost de 2009, accedí a segona ronda de l'Open dels Estats Units, després de guanyar en Tursunov en 4 sets.

## Palmarès

### Individual: 3 (0−3)
| Llegenda (pre/post 2009)                                 |
| -------------------------------------------------------- |
| Grand Slams (0−0)                                        |
| Tennis Masters Cup / ATP Finals (0−0)                    |
| ATP Masters Series / ATP World Tour Masters 1000 (0−0)   |
| ATP International Series Gold / ATP World Tour 500 (0−0) |
| ATP International Series / ATP World Tour 250 (0−3)      |

| Títols per superfície |
| --------------------- |
| Dura (0−0)            |
| Gespa (0−1)           |
| Terra batuda (0−0)    |
| Moqueta (0−2)         |

| Resultat  | Núm. | Data                 | Torneig                         | Superfície  | Oponent            | Marcador    |
| --------- | ---- | -------------------- | ------------------------------- | ----------- | ------------------ | ----------- |
| Finalista | 1.   | 30 d'octubre de 2006 | Lió, França                     | Moqueta (i) | Richard Gasquet    | 3−6, 1−6    |
| Finalista | 2.   | 28 d'octubre de 2007 | Lió (2)                         | Moqueta (i) | Sébastien Grosjean | 6−7(4), 4−6 |
| Finalista | 3.   | 21 de juny de 2008   | 's-Hertogenbosch, Països Baixos | Gespa       | David Ferrer       | 4−6, 2−6    |

### Dobles masculins: 7 (4−3)
| Llegenda (pre/post 2009)                                 |
| -------------------------------------------------------- |
| Grand Slams (0−0)                                        |
| Tennis Masters Cup / ATP Finals (0−0)                    |
| ATP Masters Series / ATP World Tour Masters 1000 (0−0)   |
| ATP International Series Gold / ATP World Tour 500 (0−0) |
| ATP International Series / ATP World Tour 250 (4−3)      |

| Títols per superfície |
| --------------------- |
| Dura (4−2)            |
| Gespa (0−0)           |
| Terra batuda (0−1)    |

| Resultat  | Núm. | Data                 | Torneig                     | Superfície   | Parella            | Oponents                              | Marcador         |
| --------- | ---- | -------------------- | --------------------------- | ------------ | ------------------ | ------------------------------------- | ---------------- |
| Finalista | 1.   | 15 de juliol de 2007 | Gstaad, Suïssa              | Terra batuda | Florent Serra      | František Čermák Pavel Vízner         | 5−7, 7−5, [7−10] |
| Finalista | 2.   | 6 de gener de 2008   | Chennai, Índia              | Dura         | Markos Bagdatís    | Sanchai Ratiwatana Sonchat Ratiwatana | 4−6, 5−7         |
| Guanyador | 1.   | 17 d'agost de 2008   | Washington DC, Estats Units | Dura         | Robert Lindstedt   | Bruno Soares Kevin Ullyett            | 7−6(6), 6−3      |
| Guanyador | 2.   | 11 de gener de 2009  | Brisbane, Austràlia         | Dura         | Jo-Wilfried Tsonga | Fernando Verdasco Mischa Zverev       | 6−4, 6−3         |
| Guanyador | 3.   | 10 de gener de 2010  | Brisbane (2)                | Dura         | Jérémy Chardy      | Lukáš Dlouhý Leander Paes             | 6−3, 7−6(5)      |
| Guanyador | 4.   | 10 de febrer de 2013 | Montpeller, França          | Dura (i)     | Michaël Llodra     | Johan Brunström Raven Klaasen         | 6−3, 3−6, [11−9] |
| Finalista | 3.   | 9 de febrer de 2014  | Montpeller                  | Dura (i)     | Nicolas Mahut      | Nikolai Davidenko Denis Istomin       | 4−6, 6−1, [7−10] |

## Trajectòria

### Individual
| Open d'Austràlia | A   | Q1  | A   | Q2  | Q3    | 2R    | 3R    | 1R    | 2R   | Q1  | A   | Q2  | Q1  | 0 / 4    | 4 – 4    |
| Roland Garros | Q1  | Q1  | 1R  | Q3  | 2R    | 1R    | 2R    | 3R    | 1R   | 1R  | Q3  | 1R  | Q2  | 0 / 8    | 4 – 8    |
| Wimbledon | Q2  | A   | A   | Q1  | A     | 1R    | 3R    | 2R    | 1R   | 1R  | Q3  | 1R  | Q3  | 0 / 6    | 3 – 6    |
| US Open | A   | A   | Q3  | Q1  | 4R    | 1R    | 1R    | 2R    | 1R   | 1R  | Q2  | Q2  | Q1  | 0 / 6    | 4 – 6    |
| Total Victòries−Derrotes | 1−1 | 0−0 | 1−2 | 3−2 | 17−12 | 21−25 | 21−24 | 21−25 | 5−12 | 0−3 | 0−1 | 0−5 | 2−1 | 92 – 113 | 92 – 113 |
| Rànquing a final d'any | 223 | 418 | 170 | 123 | 50    | 70    | 54    | 58    | 151  | 145 | 152 | 120 | 342 |          |          |
| Llegenda: G: Guanyador; F: Finalista; SF: Semifinalista; QF: Quarts de final; Q: Qualificació; A: Absent; RR: Round Robin; NC: No celebrat |     |     |     |     |       |       |       |       |      |     |     |     |     |          |          |

### Dobles masculins
| Open d'Austràlia | A   | 1R  | 2R   | QF    | 1R    | 1R  | A   | A   | A   | 1R  | 0 / 6   | 4 – 6   |
| Roland Garros | 2R  | 1R  | 1R   | 1R    | 1R    | 2R  | 1R  | 2R  | 2R  | 2R  | 0 / 10  | 5 – 10  |
| Wimbledon | A   | A   | 2R   | 1R    | 2R    | A   | A   | A   | A   | A   | 0 / 3   | 2 – 3   |
| US Open | A   | A   | 1R   | 3R    | 2R    | 1R  | 1R  | A   | A   | A   | 0 / 5   | 3 – 5   |
| Total Victòries−Derrotes | 1−1 | 0−5 | 7−11 | 22−14 | 11−15 | 7−5 | 0−3 | 1−1 | 5−2 | 4−4 | 58 – 61 | 58 – 61 |
| Rànquing a final d'any | 345 | 323 | 148  | 39    | 96    | 150 | 364 | 312 | 165 | 142 |         |         |
| Llegenda: G: Guanyador; F: Finalista; SF: Semifinalista; QF: Quarts de final; Q: Qualificació; A: Absent; RR: Round Robin; NC: No celebrat |     |     |      |       |       |     |     |     |     |     |         |         |

### Dobles mixts
| Open d'Austràlia | A  | A  | A  | A | A  | A  | A | A  | A  | 0 / 0 | 0 – 0 |
| Roland Garros | QF | 2R | 2R | A | 2R | 1R | A | 2R | 1R | 0 / 7 | 6 – 7 |
| Wimbledon | A  | A  | A  | A | A  | A  | A | A  | A  | 0 / 0 | 0 – 0 |
| US Open | A  | A  | A  | A | A  | A  | A | A  | A  | 0 / 0 | 0 – 0 |
| Llegenda: G: Guanyador; F: Finalista; SF: Semifinalista; QF: Quarts de final; Q: Qualificació; A: Absent; RR: Round Robin; NC: No celebrat |    |    |    |   |    |    |   |    |    |       |       |